# Minucia verecundoides
Minucia verecundoides är en fjärilsart som beskrevs av Embrik Strand 1918. Minucia verecundoides ingår i släktet Minucia och familjen nattflyn. Inga underarter finns listade i Catalogue of Life.